# Aziz Behich
Aziz Eraltay Behich (original en turco: Aziz Behiç) (Melbourne, 16 de diciembre de 1990) es un futbolista australiano que juega como defensa en el Melbourne City F. C. de la A-League.

## Selección nacional
Es internacional con la selección de fútbol de Australia.

### Participación en Copas del Mundo
| Mundial                        | Sede  | Resultado        | Partidos | Goles |
| ------------------------------ | ----- | ---------------- | -------- | ----- |
| Copa Mundial de Fútbol de 2018 | Rusia | Fase de grupos   | 3        | 0     |
| Copa Mundial de Fútbol de 2022 | Catar | Octavos de final | 4        | 0     |

### Participación en Copas Confederaciones
| Mundial                        | Sede  | Resultado      | Partidos | Goles |
| ------------------------------ | ----- | -------------- | -------- | ----- |
| Copa FIFA Confederaciones 2017 | Rusia | Fase de grupos | 2        | 0     |

## Clubes
| Club                      | País           | Año       |
| ------------------------- | -------------- | --------- |
| Melbourne Victory F. C.   | Australia      | 2007-2010 |
| Hume City F. C.           | Australia      | 2010      |
| Melbourne City F. C.      | Australia      | 2010-2012 |
| Bursaspor                 | Turquía        | 2012-2013 |
| Melbourne City F. C.      | Australia      | 2013-2014 |
| Bursaspor                 | Turquía        | 2014-2018 |
| PSV Eindhoven             | Países Bajos   | 2018-2019 |
| Estambul Başakşehir F. K. | Turquía        | 2019-2021 |
| Kayserispor (cedido)      | Turquía        | 2020-2021 |
| Giresunspor               | Turquía        | 2021-2022 |
| Dundee United F. C.       | Escocia        | 2022-2023 |
| Melbourne City F. C.      | Australia      | 2023-     |
| Al-Nassr F. C. (cedido)   | Arabia Saudita | 2024      |

## Palmarés

### Títulos nacionales
| Título               | Club                      | País      | Año     |
| -------------------- | ------------------------- | --------- | ------- |
| Superliga de Turquía | Estambul Başakşehir F. K. | Turquía   | 2019-20 |
| A-League             | Melbourne City F. C.      | Australia | 2024-25 |

### Títulos internacionales
| Título        | Club (*)  | País      | Año  |
| ------------- | --------- | --------- | ---- |
| Copa Asiática | Australia | Australia | 2015 |

(*) Incluyendo la selección.